# Енбек (Западно-Казахстанская область)
Енбек (каз. Еңбек) — село в Казталовском районе Западно-Казахстанской области Казахстана. Входит в состав Караобинского сельского округа. Код КАТО — 274851200.

## Население
В 1999 году население села составляло 205 человек (103 мужчины и 102 женщины). По данным переписи 2009 года, в селе проживали 163 человека (90 мужчин и 73 женщины).